# Panamerikanische Spiele 1975/Boxen
Die 7. Boxwettkämpfe der Herren bei den Panamerikanischen Spielen wurden vom 12. Oktober bis zum 26. Oktober 1975 in der mexikanischen Hauptstadt Mexiko-Stadt ausgetragen. Es wurden insgesamt 44 Medaillen in 11 Gewichtsklassen vergeben.

## Medaillengewinner
| Klasse                          | Gold                   | Silber                                  | Bronze                                                    |
| ------------------------------- | ---------------------- | --------------------------------------- | --------------------------------------------------------- |
| Halbfliegengewicht (bis 48 kg)  | Jorge Hernández Kuba   | Miguel Mercedes Dominikanische Republik | Reinaldo Becerra Venezuela Arturo Urruzquieta Mexiko      |
| Fliegengewicht (bis 51 kg)      | Ramón Duvalón Kuba     | Victor Vinuesa Ecuador                  | Roberto Espinosa El Salvador Alfredo Pérez Venezuela      |
| Bantamgewicht (bis 54 kg)       | Orlando Martínez Kuba  | Bernard Taylor USA                      | Alejandro Silva Puerto Rico Angel Pacheco Venezuela       |
| Federgewicht (bis 57 kg)        | Davey Armstrong USA    | Genovefo Grinan Kuba                    | Hugo Rengifo Venezuela Carlos Calderón Puerto Rico        |
| Leichtgewicht (bis 60 kg)       | Chris Clarke Kanada    | Aaron Pryor USA                         | Odalis Perez Venezuela Luis Echaide Kuba                  |
| Halbweltergewicht (bis 63,5 kg) | Sugar Ray Leonard USA  | Victor Corona Cuba                      | Jesus Navas Venezuela Jesus Marte Dominikanische Republik |
| Weltergewicht (bis 67 kg)       | Clinton Jackson USA    | Kenneth Bristol Guyana                  | Pedro Gamarro Venezuela Emilio Correa Cuba                |
| Halbmittelgewicht (bis 71 kg)   | Rolando Garbey Kuba    | Michael Prevost Kanada                  | Alfredo Lemus Venezuela Charles Walker USA                |
| Mittelgewicht (bis 75 kg)       | Alejandro Montoya Kuba | Fernando Martins Brasilien              | Nicolas Arredondo Mexiko Idelfonso Gomez Nicaragua        |
| Halbschwergewicht (bis 81 kg)   | Rene Pedroso Kuba      | Leon Spinks USA                         | João Batista Brasilien Juan Suárez Argentina              |
| Schwergewicht (über 81 kg)      | Teófilo Stevenson Kuba | Michael Dokes USA                       | Trevor Berbick Jamaika Jair de Campos Brasilien           |

## Medaillenspiegel
| Rang | Land                    | Gold | Silber | Bronze | Gesamt |
| ---- | ----------------------- | ---- | ------ | ------ | ------ |
| 1    | Kuba                    | 7    | 2      | 2      | 11     |
| 2    | Vereinigte Staaten      | 3    | 4      | 1      | 8      |
| 3    | Kanada                  | 1    | 1      | 0      | 2      |
| 4    | Brasilien               | 0    | 1      | 2      | 3      |
| 5    | Dominikanische Republik | 0    | 1      | 1      | 2      |
| 6    | Ecuador                 | 0    | 1      | 0      | 1      |
| 6    | Guyana                  | 0    | 1      | 0      | 1      |
| 8    | Venezuela               | 0    | 0      | 8      | 8      |
| 9    | Mexiko                  | 0    | 0      | 2      | 2      |
| 9    | Puerto Rico             | 0    | 0      | 2      | 2      |
| 11   | Jamaika                 | 0    | 0      | 1      | 1      |
| 11   | Argentinien             | 0    | 0      | 1      | 1      |
| 11   | Nicaragua               | 0    | 0      | 1      | 1      |
| 11   | El Salvador             | 0    | 0      | 1      | 1      |
|      | Total                   | 11   | 11     | 22     | 44     |